# 홍성흔
홍성흔(洪性炘, 1976년 12월 12일(음력 10월 21일)~)은 대한민국의 야구인으로 현역 시절 KBO 리그의 두산 베어스와 롯데 자이언츠에서 포수, 외야수, 내야수, 지명타자로 활동했다.
가족 아내 : 김정임
딸 홍화리
아들 1명 

## 선수 경력

### 아마추어
중앙중, 중앙고 시절 동기 투수 송신영과 배터리를 이뤘다. 경희대 체육학과 재학 중 야구 월드컵, 아시안 게임 등 각종 대회의 국가대표로 선발돼 활약했다. 1998년 아시안 게임에서 금메달 획득에 기여했다.

### 두산 베어스
1999년에 1차 지명을 받아 입단하였다. 곧바로 주전 자리를 차지했으며 팀의 2001년 한국시리즈 우승에 기여했다. 입단 이후에는 그가 주전 포수 자리를 거의 독점하여 주전에서 밀린 진갑용, 이도형은 트레이드로 팀을 떠났다. 공수 양면에 능하고 파이팅이 넘치는 플레이와 잘생긴 외모로 많은 팬들의 사랑을 받았다.
그러나 2005년부터 포수 기량 문제로 당시 감독이었던 김경문과 잡음이 일기 시작했고. 2007년 허벅지 부상으로 많은 경기에 출전하지 못해 백업 포수였던 채상병이 주전으로 자리매김했으며 이 때부터 주로 지명타자로 나왔다. 그는 포수 포지션에 상당히 애착이 강해 구단에 트레이드를 요청하기도 했으나 결국은 김경문의 뜻을 받아들여 2008년 포수에서 물러난 뒤 지명타자로 포지션을 전격 변경했다. 그는 2008년 시즌 3할대 타율, 8홈런, 63타점을 기록해 골든 글러브를 수상했다.

### 롯데 자이언츠

#### 2009 시즌
2008년 시즌 후 FA 자격을 얻어 4년간 연봉 2억 7,900만원에 계약하며 이적했다. 그 때 두산 베어스에서는 보상 선수로 내야수 이원석을 지명했다. 그는 당시 집 앞으로 리무진을 보내 롯데호텔 VIP룸으로 데려온 후 끈질기게 설득한 팀을 '자신의 가치를 인정해 준 구단'이라며 고마워했고, 구단이 원하는 포지션에서 뛰겠다며 기쁨을 표시했다. 시즌 초에는 장타를 노리는 타격 매커니즘, 무릎 부상, FA에 대한 부담 등으로 잠시 부진했다. 하지만 곧바로 복귀해 시즌 내내 절정의 타격감을 유지해 3할대 타율, 12홈런, 64타점을 기록했다. 특히 7월 16일 한화 이글스와의 경기에서 2타점 적시타로 동점을 만들고, 연장전에서 끝내기 안타를 쳐 내 이적 후 첫 홈 경기 수훈 선수로 선정됐다. 박용택과 시즌 끝까지 타격왕 경쟁을 하다가 타율 2위로 마감했다. 그리고 2년 연속 골든 글러브(지명타자)를 수상했다.

#### 2010 시즌
외야수로 전향할 예정이었으나 캠프에서 좋은 성적을 내지 못했다. 김주찬이 외야를 전담하며 보류됐고, 지난 시즌에 이어 주전 지명타자로 활동했다. 스윙폭을 좀더 늘려 장타력을 보강함으로써 이적 첫 해 타율에 비해 적은 타점을 기록했던 문제를 개선하기 위해 노력했다. 그 결과 데뷔 첫 시즌 20홈런을 넘겼고, 데뷔 후 가장 많은 타점을 기록했다. 주로 3번 타순에 배치돼 이대호, 카림 가르시아로 이어지는 클린업 트리오의 한 축을 담당했고, '홍대갈포'로 불렸다.
이 활약에 힘입어 올스타 투표에서 사상 최다 득표(818,269표)를 기록했다. 그는 올스타전에서 등 뒤에 '최다 득표 감사'라고 적힌 특수 유니폼을 입고 턱수염을 단 채 출전해 지명타자로 나와 2홈런, 3타점을 기록했고, 황재균의 안타 때 끝내기 득점을 기록하며 2006년에 이어 2010년 올스타전 MVP이자 올스타전 최초 이적 전 팀과 이적한 팀에서 올스타전 MVP가 됐다.
7월 30일에는 역대 2번째 시즌 세 자릿수 타점을 달성했다. 8월 15일 KIA 타이거즈전에서 윤석민이 던진 공에 손등을  맞아 왼쪽 손목에 골절상을 입어 한 달 넘게 출장하지 못했다. 당시에는 부상이 심각했으나 본인의 강한 재활 의지로 한 달 만에 부상에서 완쾌됐고, 9월 17일 한화 이글스전에서 32일만에 복귀했다.

#### 2011 시즌
당시 감독으로 선임된 양승호가 좌익수로 기용했고, 초반에 엄청난 타격 슬럼프에 빠졌다. 이후 다시 지명타자로 출장하며 페이스를 끌어올렸으나 장타력이 많이 떨어졌다. 이때 한 시즌 22병살이라는 불명예스러운 기록을 세웠다. 시즌 3할대 타율, 6홈런, 67타점을 기록했다. 2012년 시즌 후 다시 FA 자격을 얻었으나 팀과 이견을 보여 친정 팀으로 돌아가며 '홍대갈' 클린업 트리오는 해체됐다.

### 두산 베어스2기

#### 2013 시즌
2012년 11월 18일에 4년 31억에 FA 계약을 체결했다. 팀은 보상 선수로 김승회를 지명했다. 이적하자마자 팀의 주장이 됐다. 시범 경기에서는 그다지 좋은 활약을 보이지 못했다. 4월 4일 SK 와이번스와의 경기에서 최영필을 상대로 복귀 후 첫 홈런을 기록했다. 시즌 초에는 주로 5번 타자로 나왔지만 당시 4번 타자로 나왔던 김동주가 부진에서 벗어나지 못해 그가 4번 타자로 들어갔다. 그러나 4번에서도 방황하는 모습이 보여 다시 5번으로 내려갔다.
9월 18일 한화 이글스와의 경기에서 KBO 리그 통산 200병살타를 기록했다. 2008년 시즌 이후 5년만의 한국시리즈 진출을 이끌었다.

#### 2014 시즌
2년 연속으로 주장이 됐다. 전 시즌에 저조했던 득점권 타율, 홈런 등을 향상시키기 위해 스프링 캠프부터 많은 훈련을 했고, 시즌 전 목표를 20홈런, 80타점으로 잡았다. 작년보다 좋은 득점권 타율을 기록했고, 특히 장타율, 출루율, OPS 등 타격 부문에서 전년보다 기록이 좋아졌다. 2010년 이후 4년만에 시즌 20홈런을 기록했다. 5월 6일 롯데 자이언츠전에서 투수 셰인 유먼을 상대로 KBO 리그 10번째 통산 네 자릿수 타점을 달성했다.

#### 2015 시즌
6월 14일 NC 다이노스전에서 최금강을 상대로 우타자 최초 2000안타를 달성했고, 9월 24일 롯데 자이언츠전에서 만루 홈런으로 3000루타를 달성했다. 10월 18일 플레이오프 1차전에서 홈런을 쳐 내며 포스트시즌 통산 세 자릿수 안타를 기록했다. 이후 한국시리즈에서 다시 우승을 기여했다

#### 2016 시즌
시즌 17경기에 출전해 2할대 타율, 10안타, 5타점을 기록했다. 11월 21일에 은퇴를 선언했다. (그는 2017 시즌까지 더 뛰다가 이승엽과 이호준도 동반 은퇴를 했으면 만 41세이다.)

## 지도자 경력
박찬호의 소개로 미국으로 건너가 지도자 연수를 받아 샌디에이고 파드리스 루키 팀의 코치로 활동했다.

## 타법
- 그는 FA 자격을 얻어 롯데 자이언츠로 이적하며 겨울 캠프 때 방망이를 든 왼손이 중견수 쪽으로 뻗고 오른손은 1루 덕아웃 쪽으로 뻗는 타법을 고안했다. 처음에는 포수의 얼굴을 가리는 동작 때문에 사용해야 할지 말지를 고민했으나 그 해 5월 12일 삼성 라이온즈와의 경기 때부터 자신이 개발한 타법을 선보였고, 이후 그의 타율이 0.411까지 올라갔다. 롯데 자이언츠 팬들은 그의 특이한 타격법이 '갈매기가 날개짓 하는 것과 비슷하다'며 팀의 연고지 부산을 상징하는 갈매기의 이름을 붙인 '갈매기 타법'이라고 불렸다.[7]

## 개인사
- 2009년 9월 25일 LG 트윈스와의 경기에서 4연속 볼넷으로 출루했다. 당시 상대 팀의 박용택과 타격왕 경쟁 중이었는데 LG 트윈스 투수들은 박용택의 타격왕을 밀어주기 위해 그에게 노골적으로 볼넷을 허용했고, 당시 LG 트윈스의 감독이었던 김재박은 박용택을 출전시키지 않아 그 날 경기에서 롯데 자이언츠 팬들은 그가 볼넷으로 1루에 나갈 때마다 야유를 퍼부었다. 경기 후 그가 인터뷰에서 "내가 부산에서 못친 게 후회된다. 내가 타격 1위였어도 팀 동료들이 도와줬을 것"이라며 자책했지만 당시 롯데 자이언츠의 감독이었던 제리 로이스터는 "창피한 작전"이라며 분노하였다.[8]
- 2009년 시즌 3할 7푼대의 높은 타율을 기록했으나 타점은 64타점에 그쳤다. 이는 앞 타순의 이대호가 많은 타점을 기록해 그에게 기회가 많이 주어지지 않은 것도 있으나 짧은 스윙 폭으로 인해 장타력이 떨어진다는 의견이 있었다. 2010년 시즌 시범 경기부터 스윙 폭을 좀 더 늘린 스윙을 선보였으나 낮은 타율을 기록하며 부진했다. 하지만 시즌 시작 후 새로운 타격 폼에 적응해 시즌 중간 부상을 당하기 전까지 이대호와 타격 주요 부문에서 1위를 다퉜다.
- 2008년 ~ 2010년까지 3년 연속 타격 2위를 기록했다.
- 2011년 3월 8일 부산에서 불법 유턴을 하다 교통사고를 당했고, 교통사고처리특례법 위반 혐의로 입건됐다.[9]
- 2013년 4월 5일 LG 트윈스전에서 레다메스 리즈에게 삼진 아웃을 당하자 당시 주심이었던 문승훈에게 항의를 하다 데뷔 첫 퇴장을 당했다.
- 2015년 5월 28일 NC 다이노스전에서 에릭 해커와의 벤치클리어링으로 징계를 받았다.
- 은퇴 후 출연했던 한 방송 프로그램에서 과거에 스티븐 블래스 증후군을 겪었다고 말했다. 당시 수비 실책을 자주 범했던 것은 이 증후군 때문이었다고 밝혔다.

### 가족 관계
- 배우자 김정임
- 딸 홍화리
- 아들 홍화철

## 영화 출연 이력
- 2009년 《나는 갈매기》 ... 본인 역
- 2014년 《오늘의 연애》 ... 놀이동산 남 역

## 방송 출연
- 2017년 《냉장고를 부탁해》 ... (with. 오승환)
- 2019년 《TV는 사랑을 싣고》 ... 게스트 (22회)
- 2019년 《미쓰 코리아》 ... 게스트 (1회, 2회)
- 2020년 신상출시 편스토랑 게스트
- 2020년 《아는 형님》 게스트
- 2019년 ~ 2021년 《뭉쳐야 찬다》게스트
- 2021년 《라디오 스타》(723회) 게스트
- 2021년 《뭉쳐야 쏜다》
- 2021년 《살림하는 남자들》

## 수상
- 2021년 KBS 연예대상 리얼리티부문 남자 신인상

## 주요 기록
| 기록          | 날짜        | 상대팀        | 장소 | 경기 내용                      | 종전 기록 | 기타   |
| ------------- | ----------- | ------------- | ---- | ------------------------------ | --------- | ------ |
| 통산 1000안타 | 2008, 5, 7  | 우리 히어로즈 | 목동 | 4회 2루타 (상대 투수:마일영)   |           | 53번째 |
| 통산 1100안타 | 2008, 9, 16 | SK 와이번스   | 잠실 | 2회 2루타 (상대 투수:채병용)   |           | 46번째 |
| 통산 1300안타 | 2010, 4, 27 | 넥센 히어로즈 | 사직 | 1회 2루타 (상대 투수:김성현)   |           | 30번째 |
| 통산 1400안타 | 2010, 8, 3  | 두산 베어스   | 잠실 | 7회 1루타 (상대 투수:왈론드)   |           | 22번째 |
| 통산 700타점  | 2010, 5, 8  | 두산 베어스   | 사직 | 2회 2점홈런 (상대 투수:홍상삼) |           | 22번째 |
| 통산 2000안타 | 2015, 6, 14 | NC 다이노스   | 잠실 | 7회 2루타 (상대 투수:최금강)   |           | 5번째  |

## 통산 기록
| 연 도           | 소 속           | 나 이           | 출 장 | 타 석 | 타 수 | 득 점 | 안 타 | 2 루 타 | 3 루 타 | 홈 런 | 타 점 | 도 루 | 도 실 | 볼 넷 | 삼 진 | 타 율 | 출 루 율 | 장 타 율 | O P S | 루 타 | 병 살 타 | 몸 맞 | 희 타 | 희 플 | 고 4 |
| --------------- | --------------- | --------------- | ----- | ----- | ----- | ----- | ----- | ------- | ------- | ----- | ----- | ----- | ----- | ----- | ----- | ----- | -------- | -------- | ----- | ----- | -------- | ----- | ----- | ----- | ---- |
| 1999            | 두산            | 24              | 111   | 392   | 353   | 47    | 91    | 14      | 1       | 16    | 63    | 3     | 1     | 22    | 61    | .258  | .304     | .439     | .743  | 155   | 10       | 3     | 10    | 4     | 0    |
| 2000            | 두산            | 25              | 127   | 484   | 438   | 55    | 127   | 13      | 2       | 10    | 59    | 10    | 3     | 32    | 50    | .290  | .340     | .397     | .737  | 174   | 12       | 3     | 7     | 4     | 2    |
| 2001            | 두산            | 26              | 122   | 452   | 408   | 50    | 109   | 18      | 1       | 8     | 48    | 9     | 4     | 26    | 53    | .267  | .318     | .375     | .693  | 153   | 13       | 6     | 8     | 4     | 3    |
| 2002            | 두산            | 27              | 127   | 484   | 432   | 51    | 125   | 17      | 0       | 18    | 70    | 5     | 3     | 37    | 63    | .289  | .350     | .454     | .804  | 225   | 17       | 5     | 7     | 3     | 1    |
| 2003            | 두산            | 28              | 73    | 263   | 241   | 20    | 70    | 12      | 0       | 7     | 36    | 2     | 2     | 15    | 44    | .290  | .326     | .427     | .753  | 103   | 8        | 0     | 2     | 5     | 0    |
| 2004            | 두산            | 29              | 133   | 552   | 501   | 62    | 165   | 27      | 2       | 14    | 86    | 10    | 7     | 36    | 70    | .329  | .384     | .475     | .859  | 238   | 8        | 10    | 3     | 2     | 2    |
| 2005            | 두산            | 30              | 115   | 433   | 394   | 41    | 107   | 17      | 0       | 11    | 74    | 2     | 2     | 29    | 57    | .272  | .324     | .398     | .722  | 157   | 17       | 3     | 4     | 3     | 0    |
| 2006            | 두산            | 31              | 119   | 424   | 390   | 36    | 112   | 16      | 0       | 10    | 56    | 1     | 1     | 26    | 49    | .287  | .336     | .405     | .741  | 158   | 10       | 4     | 2     | 2     | 1    |
| 2007            | 두산            | 32              | 80    | 274   | 231   | 21    | 62    | 11      | 0       | 5     | 39    | 0     | 2     | 26    | 29    | .268  | .354     | .381     | .735  | 88    | 10       | 8     | 3     | 6     | 3    |
| 2008            | 두산            | 33              | 114   | 460   | 423   | 45    | 140   | 19      | 2       | 8     | 63    | 8     | 1     | 25    | 35    | .331  | .370     | .442     | .812  | 187   | 16       | 4     | 3     | 5     | 5    |
| 2009            | 롯데            | 34              | 119   | 487   | 426   | 71    | 158   | 33      | 0       | 12    | 64    | 9     | 3     | 49    | 55    | .371  | .435     | .533     | .968  | 227   | 15       | 5     | 0     | 7     | 1    |
| 2010            | 롯데            | 35              | 111   | 498   | 431   | 88    | 151   | 28      | 1       | 26    | 116   | 2     | 2     | 54    | 49    | .350  | .427     | .601     | 1.028 | 259   | 18       | 7     | 1     | 5     | 3    |
| 2011            | 롯데            | 36              | 132   | 535   | 474   | 70    | 145   | 24      | 2       | 6     | 67    | 2     | 5     | 53    | 80    | .306  | .376     | .403     | .779  | 191   | 22       | 3     | 0     | 5     | 0    |
| 2012            | 롯데            | 37              | 113   | 443   | 390   | 48    | 114   | 20      | 0       | 15    | 74    | 4     | 5     | 47    | 83    | .292  | .369     | .459     | .828  | 179   | 10       | 2     | 1     | 3     | 3    |
| 2013            | 두산            | 38              | 127   | 538   | 469   | 61    | 140   | 21      | 0       | 15    | 72    | 5     | 3     | 57    | 93    | .299  | .379     | .439     | .818  | 206   | 15       | 6     | 3     | 3     | 0    |
| 2014            | 두산            | 39              | 124   | 521   | 447   | 63    | 141   | 19      | 1       | 20    | 82    | 5     | 3     | 64    | 79    | .315  | .405     | .497     | .902  | 222   | 13       | 4     | 5     | 1     | 0    |
| 2015            | 두산            | 40              | 93    | 352   | 301   | 39    | 79    | 12      | 0       | 7     | 46    | 8     | 1     | 42    | 59    | .262  | .362     | .372     | .734  | 112   | 13       | 5     | 4     | 0     | 1    |
| 2016            | 두산            | 41              | 17    | 45    | 40    | 4     | 10    | 2       | 0       | 0     | 5     | 0     | 1     | 5     | 9     | .333  | .300     | .633     | 12    | 3     | 0        | 0     | 0     | 0     | 0    |
| KBO 통산 : 18년 | KBO 통산 : 18년 | KBO 통산 : 18년 | 1957  | 7637  | 6789  | 872   | 2046  | 323     | 12      | 208   | 1120  | 85    | 49    | 645   | 1018  | .301  | .366     | .444     | .810  | 3017  | 230      | 78    | 63    | 62    | 25   |

- 굵은 글씨는 시즌 최고 성적.붉은색 글씨는 역대 최고성적.